# Utopia
Utopia je deveti studijski album islandske glazbenice Björk. Album je 24. studenog 2017. godine objavila diskografska kuća One Little Indian.

## Pozadina i objava
| "Pomalo mi se sviđa činjenica što je klišej, ta riječ [...] nosi fašistički, "želim da ovaj svijet bude ovakav" osjećaj jer je zapravo prijedlog toga kako možemo živjeti s prirodom i tehnologijom na najoptimističniji mogući način."— Björk o nazivu albuma |

Björk je započela raditi na Utopiji gotovo odmah nakon objave albuma Vulnicura iz 2015. godine. Prve novosti o albumu prenijela je sama Björk tijekom njenog unaprijed snimljenog javnog govora na dodjeli Britanske nagrade za internacionalnog ženskog izvođača 2016. godine. Izjavila je da je razlog njenog nedolaska na dodjelu taj što je bila zaposlena snimanjem svojeg novog albuma. U ožujku je 2016. godine časopis AnOther Magazine objavio intervju u kojem je Björk najavila kako se nalazi usred procesa skladanja pjesama za svoj sljedeći album, uspoređujući ga s "rajem", što je u suprotnosti s Vulnicurom, koju je opisala "paklom... poput rastave." U razgovoru s časopisom Fader u ožujku 2017. godine, redatelj i česti suradnik Andrew Thomas Huang izjavio je kako je radio na novom albumu s Björk, komentirajući da je "većina njega" već bila skladana te da će "novi album biti vrlo okrenut budućnosti, ali na nadobudan način za koji smatram da je sada potreban."
Album je službeno bio najavljen 2. kolovoza 2017. preko društvenih mreža; najava se sastojala od slike bilješke koju je napisala sama Björk u kojoj je izjavila da će album biti objavljen "vrlo skoro." Vrijeme najave poklopilo se s jesenskim brojem časopisa Dazed na čijoj se naslovnici pojavljuje Björk te koji je sadržavao prvu najavu nekolicine naziva pjesama. Dana 8. rujna The New York Times je izjavio kako će album biti objavljen u studenom 2017. godine. Za glavni singl s albuma, "The Gate", 12. je rujna bilo najavljeno kako će biti objavljen naknadni tjedan u digitalnoj inačici, ali je ipak iznenadno bio objavljen u ponoć na 15. rujna. Na isti je dan objave singla Björk u intervjuu s Nownessom izjavila kako će ime albuma biti Utopia te je komentirala kako je imala "tisuću prijedloga za ime" i "da nije mogla smisliti ništa bolje", ali da se naziv albuma još može promijeniti.
Björk je 30. listopada 2017. bila najavljena kao jedan od glavnih izvođača na glazbenom festivalu All Points East u Londonu. Trebala bi nastupiti 27. svibnja 2018., njenom prvom potvrđenom koncertu u periodu albuma Utopia. Sljedeći je dan bilo najavljeno kako će album biti objavljen 24. studenog te je bila objavljena i njegova naslovnica koju je načinio Jesse Kanda, Arcin česti suradnik i direktor glazbenog spota za Björkinu skladbu "Mouth Mantra", dok je silikonsku masku koju Björk nosi na naslovnici dizajnirao James Merry. Dana 2. studenog bio je najavljen još jedan datum koncerta, ovog puta u Aarhusu, Danskoj, kao dio Northside Festivala koji će se održati 7. lipnja 2018. godine. Björk je prvi put nastupila u Aarhusu 9. rujna 1993. godine, treću noć njene prve koncertne turneje kao samostalnog izvođača.
Dana 2. studenog 2017. bilo je najavljeno kako će svi kupci albuma dobiti kriptovalutu u obliku 100 audiokovanica (u vrijednosti od oko 0.19 dolara) preko partnerstva s britanskom blockchain start-up tvrtkom Blockpool. Popis pjesama koje će se naći na Utopiji 10. je studenog 2017. potvrdio Pitchfork.
Drugi singl s Utopije, "Blissing Me", 14. je studenog bio objavljen u formatu za digitalno preuzimanje. Glazbeni spot za navedeni singl, koji su režirali Tim Walker i Emma Dalzell, bio je objavljen sljedeći dan isključivo na Amazonu prije nego što je bio dostupan na YouTubeu. I pjesma i spot dobili su pozitivne kritike.

## Glazbeni stil
S ukupno 14 pjesama, Utopia traje 71 minutu i 38 sekundi te je najdulji Björkin studijski album do danas. Prvi opsežni izvještaj medija o albumu proizašao je iz članka koji je objavio časopis Dazed. Björk je izjavila da njen album istražuje koncept utopije te da se skladanje pjesama na albumu poklopilo s njenim osobnim, političkim i ekološkim brigama. Njeno se ime našlo u naslovima nekih publikacija jer je opisala Utopiju kao svoj "Tinder album". Kasnije je pojasnila svoj komentar, izjavljujući da album pokriva drugačiji emocionalni teren od onog na njenom prethodnom albumu, Vulnicuri, koji je često opisivala svojim albumom slomljenog srca.
Dazedov je članak otkrio koliko je Arca, koproducent Vulnicure, bio uključen u rad na Utopiji. Za razliku od njihove prethodne suradnje tijekom koje je Arca došao nakon što su sve pjesme i aranžmani gudačkih glazbala bili skladani, na novom su albumu počeli surađivati od samog početka. Arca ju je ohrabrio da nastavi u smjeru koji je nagovijestila na opskurnim skladbama kao što su "Batabid", pjesma s B strane singla "Pagan Poetry", te "Ambergris March", koja se našla na albumu filmske glazbe Drawing Restraint 9. Prema Björkinim riječima, njihova je suradnja bio "glazbeni razgovor koji je bio međugeneracijski, prekoatlantski, tijekom kojeg me je ohrabrivao da idem u to područje koje sam na određeni način predložila prije nekoliko godina, ali u koji nisam nužno potpuno otišla."
Björk je izjavila kako je zrak bila svjesna i stilistička odluka za album nakon što je često skladala za gudačka glazbala u svom prethodnom radu: "Pokrenula sam grupu od dvanaestero islandskih flautista i provela nekoliko mjeseci snimajući i vježbajući s njima [...]. Odlučili smo koristiti sintesajzere koji sadrže mnogo zvukova zraka u sebi i flaute koje zvuče sintesajzerski." Rekla je kako su melodije bile skladane dok je hodala u islandskoj divljini te da je, nakon što je dovršila melodije, skladala aranžmane za flaute, kasnije superponirajući melodije. Tekstovi su bili zaključni element u procesu skladanja. Dazedov je članak kasnije otkrio da spokojni zvukovi ptičjeg pjeva spajaju zajedno nekolicinu pjesama, što je slično postupku provedenom na Volti, njenom albumu iz 2007. Ovi su zvukovi proizašli s izvornog snimanja na terenu koje je provela sama Björk, ali su također bili i semplirani s albuma Davida Toopa iz 1980. godine pod imenom Hekura, koji Björk smatra jednim od svojih najdražih albuma.
Isti je članak otkrio nekoliko naziva pjesama, uključujući i naziv glavnog singla "The Gate". "'The Gate' je u suštini ljubavna pjesma", kaže Björk, "ali kažem "ljubavna" u transcendentalnijem stilu. Vulnicura je bila o vrlo osobnom gubitku i smatram da je ovaj novi album o ljubavi koja je čak i veća. Govori o ponovnom otkrivanju ljubavi – ali u duhovnom smislu, u nedostatku bolje riječi."
Još su dva druga naziva pjesama bila otkrivena u Dazedu, "Losss" i "Features Creatures". Koproducent skladbe "Losss" bio je teksaški producent Rabit koji je izjavio da je ovo bila njegova prva pjesma izvan produkcijskog rada te da služi kao podsjetnik toga "kako je sila volje ultimativna sila." "Features Creatures" govori o viđenju nekoga tko govori istim naglaskom kao ljubavnik.

## Popis pjesama
Tekstovi: Björk. 
| 1.    | »Arisen My Senses«   | Björk, Arca          | Björk, Arca        | 4:59 |
| 2.    | »Blissing Me«        | Björk                | Björk, Arca        | 5:05 |
| 3.    | »The Gate«           | Björk, Arca          | Arca, Björk        | 6:33 |
| 4.    | »Utopia«             | Björk                | Björk, Arca        | 4:42 |
| 5.    | »Body Memory«        | Björk                | Björk, Arca        | 9:46 |
| 6.    | »Features Creatures« | Björk, Sarah Hopkins | Björk              | 4:49 |
| 7.    | »Courtship«          | Björk                | Björk, Arca        | 4:44 |
| 8.    | »Losss«              | Björk                | Björk, Rabit, Arca | 6:51 |
| 9.    | »Sue Me«             | Björk, Arca          | Björk, Arca        | 4:57 |
| 10.   | »Tabula Rasa«        | Björk                | Björk, Arca        | 4:42 |
| 11.   | »Claimstaker«        | Björk, Arca          | Arca, Björk        | 3:18 |
| 12.   | »Paradisia«          | Björk                | Björk              | 1:44 |
| 13.   | »Saint«              | Björk                | Björk, Arca        | 4:41 |
| 14.   | »Future Forever«     | Björk, Arca          | Arca, Björk        | 4:47 |
| 71:38 |                      |                      |                    |      |

## Recenzije
Utopia je zadobila uglavnom pozitivne kritike. Na stranici Metacritic, koja određuje ocjenu od 0 do 100 prema recenzijama kritičara glavne struje, albumu je dodijeljena prosječna ocjena 81/100 prema 31 recenziji, što ukazuje na "sveopće pohvale".
Entertainment Weekly nazvao je album "gotovo u potpunosti osjetilnim iskustvom". NME je dodijelio albumu četiri od pet zvijezda, komplimentirajući njegovu "osebujnost" izraženu "u svakoj skladbi koja je istovremeno i nadobudna i nezaboravna". The Guardian je također dodijelio albumu četiri od pet zvijezda, izjavljujući kako je Utopia, za razliku od Vulnicure, "bujna i prozračna". Stereogum je pozitivno ocijenio album te je komentirao kako se na njemu "Björk uzdiže u raj koji je sama dizajnirala". Consequence of Sound napisao je kako se Björk na albumu "vratila s cvatećim svijetom zvuka koji je prepun nijansa i detalja". The Boston Globe izjavio je kako je album "odlučno avangardan i apsolutno predivan" te ga je ocijenio ocjenom 9/10. The A.V. Club u svojoj je recenziji nazvao album "čudesnim i intenzivnim", dodjeljujući mu najvišu ocjenu. The Wall Street Journal opisao je album "izvrsnim". Pitchfork je komentirao kako je album "vrlo intiman te ga čine nepogrešiva elegancija i strast". Časopis Spin komentirao je kako je Utopia "zasigurno jedinstven album u njenoj diskografiji te se nalazi među njenim najboljim radovima". Rolling Stone napisao je kako "zrači zaigranošću i užitkom".
U svojoj je nešto manje naklonoj recenziji The Daily Telegraph albumu dodijelio 3 od 5 zvijezda, nazvavši ga "blistavim" i "na nekom nivou briljantnim uratkom", iako ponegdje zna biti "zbunjujuć i iritantan".

## Zasluge
| Björk - Björk – vokali, produkcija, programiranje, digitalna flauta, aranžman flaute, vokala, zborskih vokala i violončela, umjetnička direktorica Dodatni glazbenici - Arca – sintesajzer, elektronika, ritmovi, produkcija, programiranje - Hamrahlíðarkórinn – zborski vokali - Sarah Hopkins – harmoniziranje (na pjesmi 6) - Katie Buckley – harfa - Júlia Mogensen – violončelo - Hávarður Tryggvason – kontrabas - Melkorka Ólafsdóttir – flauta - Áshildur Haraldsdóttir – flauta - Berglind María Tómasdóttir – flauta - Steinunn Vala Pálsdóttir – flauta - Björg Brjánsdóttir – flauta - Þuríður Jónsdóttir – flauta - Pamela De Sensi – flauta - Sigríður Hjördís Indriðadóttir – flauta - Emilía Rós Sigfúsdóttir – flauta - Dagný Marinósdóttir – flauta - Sólveig Magnúsdóttir – flauta - Berglind Stefánsdóttir – flauta - Hafdís Vigfúsdóttir – flauta | Ostalo osoblje - Rabit – produkcija (pjesme "Losss") - Þorgerður Ingólfsdóttir – dirigiranje zbora - Heba Kadry – miksanje (pjesama 2, 5, 6, 7, 8 i 11) - Marta Salogni – miksanje (pjesama 1, 3, 4, 9, 10, 12, 13 i 14), miksanje vokala (na pjesmama 2 i 8) - Bergur Þórisson – inženjer zvuka, inženjer zvuka flaute, zbora i harfe - Bart Migal – inženjer zvuka - Chris Elms – inženjer zvuka, inženjer zvuka flaute - Mandy Parnell – mastering - Jesse Kanda – umjetnički direktor naslovnice, naslovnica, fotografija - James Merry – umjetnički direktor - Juliette Larthe – produkcija naslovnice - Ken Kohl – fotografija (ptičjeg fetusa) - M/M Paris – umjetnički direktor, tipografija, digitalna iluminacija |